# Premio (marketing)
Los premios son artículos promocionales pequeños como: juguetes, juegos, tarjetas comerciales, coleccionables y otros pequeños artículos de valor nominal y que se encuentran en los paquetes de productos al por menor de marca (o disponibles desde el minorista en el momento de la compra) que se incluyen en el precio del producto (sin costo adicional) con la intención de aumentar las ventas. Se utilizan premios coleccionables (a veces numerados) en serie extensamente como un programa de marketing de fidelización en alimentos, bebidas y otros productos comerciales para aumentar las ventas a través de compras de la repetición de los cobradores.
Los premios se han distribuido a través de pan, dulces, cereales, patatas fritas, galletas, detergente para la ropa, la margarina, palomitas de maíz y refrescos. Los tipos de premios han incluido cómics, stickers, llaveros, tatuajes temporales, bromas, fortunas, trucos de magia, modelos (de papel o de plástico), botones de pin-back, mini-cucharas de plástico, rompecabezas, adivinanzas, tazos, tarjetas comerciales, cromos, y juguetes pequeños (hechas de plástico moldeado por inyección, papel, cartón, litografía estaño, cerámica, o una olla de metal). Los premios se refieren a veces como "primas en-pack", aunque históricamente la palabra "premio" se ha utilizado para denotar (a diferencia de un premio) un artículo que no está empaquetado con el producto y requiere una prueba de compra y / o un pequeño pago adicional para cubrir los gastos de envío y / o los gastos de manejo.

## Historia

### Los fumadores se convierten en coleccionistas
Algunos de los premios eran tarjetas de cigarrillos — tarjetas comerciales la publicidad del producto (que no debe confundirse con las tarjetas comerciales) que se insertaron en paquetes de papel de cigarrillos como refuerzos para proteger el contenido. Allen y Ginter en los EE. UU. en 1886, y la compañía británica W.D. & H.O. Testamentos en 1888, fueron las primeras compañías de tabaco para imprimir anuncios y, un par de años más tarde, imágenes litografía en las tarjetas con una variedad enciclopédico de los temas de la naturaleza a la guerra a los deportes, temas que atraían a los hombres que fumaban.
En 1900, había miles de sistemas de tarjetas de tabaco fabricados por 300 empresas diferentes. Los niños podrían estar fuera de las tiendas para pedir a los clientes que compraron cigarrillos que si podían tener su tarjeta. Tras el éxito de las tarjetas de cigarrillos, fueron producidas tarjetas comerciales por fabricantes de otros productos y se incluyeron en el producto o se entregadon al cliente por el empleado de la tienda en el momento de la compra. Otros insertaron en el tabaco premios de estaño litográficas, llamados etiquetas de tabaco (tabaco en el enchufe) y sedas de tabaco (populares 1910-16) que podrían ser recogidos para poner en edredones y se insertaron o adjuntaron a las latas de tabaco y, a veces fueron catalogados como tarjetas de cigarrillos.
La Segunda Guerra Mundial puso fin a la producción de tarjetas de cigarrillos debido a los recursos limitados de papel, y después de la guerra las tarjetas de cigarrillos en realidad nunca hicieron una reaparición. Después de que los coleccionistas de premios de productos al por menor llevaron a coleccionar tarjetas de tarjetas de té y las tarjetas de goma de mascar en los EE. UU.

### El home run de los premios
Las primeras tarjetas de béisbol eran tarjetas comerciales que ofrecía la empresa Atlantics Brooklyn creada en 1868 por Peck y Snyder, una empresa de artículos deportivos que fabrica equipos de béisbol. En 1869, Peck y Snyder las tarjetas comerciales se ofrecieron al primer equipo profesional, los Red Stockings.
La mayoría de las tarjetas de béisbol durante el comienzo del siglo XX se produjeron en dulces y productos de tabaco producidos por empresas como Breisch-Williams empresa de golosinas de Oxford, Pennsylvania, American Caramel Company, Imperial Tobacco Company de Canadá, y la empresa Cabañas, fabricante de cigarrillos cubanos.
Un juego de béisbol, conocido como el Conjunto de tarjeta de tabaco T206, emitido desde 1909 hasta 1911 en los cigarrillos y los paquetes de tabaco sueltos a través de 16 marcas diferentes propiedad de American Tobacco Company que es considerado por los coleccionistas como el conjunto más popular de tarjetas de cigarrillos. Una tarjeta T206 Honus Wagner vendida el 6 de abril de 2013 para $ 2.1 millones en una subasta en línea, se vendió al precio más alto pagado por una tarjeta en una venta pública.
En 1933, Goudey Gum Company de Boston emitió tarjetas de béisbol con biografías de jugadores y fue el primero en poner las tarjetas de béisbol en la goma de mascar. Bowman Gum de Filadelfia emitió sus primeras tarjetas de béisbol en 1948 y se convirtió en el mayor emisor de béisbol tarjetas 1948-1952.

### Tarjetas de Topps
Topps Chewing Gum, Inc., ahora conocida como The Topps Company, Inc., comenzó a insertar tarjetas comerciales en envases de goma de mascar en 1950 - con temas tales como la televisión y el cine vaquero Hopalong Cassidy; "Traedlos vivos" tarjetas que muestran a Frank Buck en caza en África; y tarjetas de fútbol All-American. Topps presentó el tema del béisbol en las tarjetas de comercio en 1951, y Sy Berger creó la primera tarjeta de béisbol moderno, con récord de juego y estadísticas, producido por Topps en 1952. La tarjeta de Topps de Mickey Mantle 1952 es una de las tarjetas de béisbol más deseables para los coleccionistas.
Topps compró la compañía Gum Bowman en 1956. Topps fue el líder en la industria de las tarjetas de comercio 1956-1980, no sólo en tarjetas de los deportes. Muchas de las más vendidos tarjetas no deportivas fueron producidos por Topps, incluyendo paquetes Wacky (1967, 1973-1977), Star Wars(comenzando en 1977) y Garbage Pail Kids (a partir 1985).
Topps inserta tarjetas de béisbol como premios en paquetes de chicle hasta 1981, cuando la goma se convirtió en una cosa del pasado y las tarjetas fueron vendidas sin la goma.